# Dark Side (R5)
Dark Side è un singolo del gruppo musicale statunitense R5, pubblicato nel 2016 ed estratto dall'album Sometime Last Night.

## Tracce
- Download digitale

1. Dark Side